# Пам'ятник літері «Ў»
Пам'ятник літері «Ў» (біл. Помнік літары «Ў») — пам'ятник у Полоцьку, присвячений 22-й літері білоруської абетки. Розташований у центрі міста, посеред бульвару на проспекті Франциска Скорини.
Установлений у вересні 2003 року під час відзначення 10-го «Дня білоруської писемності». Ідея пам'ятника належить тогочасному голові Полоцького міського виконавчого комітету Володимиру Точилу. Автор пам'ятника — білоруський майстер з Полоцька Ігор Куржалов.
Пам'ятник зроблений у вигляді книжної обкладинки, на якій містяться слова з літерою «ў», а також цитата з вірша Ригора Бородуліна «Від Євфросинії, від Скорини, від Полоцька почався світ».

## Вандалізм
Вірші на пам'ятнику Ригора Бородуліна «Від Євфросинії, від Скорини, від Полоцька почався світ» були пошкоджені у червні 2014 року. 2016 року пам'ятник відновлено.